# Luigi Boggio
Luigi Boggio (fl. XX secolo) è stato un calciatore italiano, di ruolo attaccante.

## Carriera
Con la Speranza Savona disputa 19 gare nel campionato di Prima Divisione 1922-1923. Milita poi nel Foligno, fino al 1930.